# Rougeotiana presbytica
Rougeotiana presbytica là một loài bướm đêm trong họ Noctuidae.